# Арсений (Брянцев)
Архиепископ Арсений (в миру Александр Дмитриевич Брянцев; 27 августа [8 сентября] 1839, Смоленская губерния — 28 апреля [11 мая] 1914, Харьков) — епископ Русской Православной Церкви, архиепископ Харьковский и Ахтырский.

## Биография
Родился 27 августа (8 сентября) 1839 года в селе Волоста-Пятница (Юхновский уезд, Смоленская губерния) в семье дьячка: отец — Димитрий Аверкиевич Брянцев (1804—1865), мать — Анна Сергеевна Брянцева (1804—1881).
Отец его был в очень бедном приходе, семья же была большая. Два старших брата были отвезены в Вяземское духовное училище и воспитывались там на средства отца; когда же настало время везти в училище третьего сына Александра, то средств уже не было, однако к этому времени старший брат был принят в семинарию на казённое содержание, что позволило устроить в училище очередного сына. После окончании Вяземского духовного училища он был принят «вне правил» на полуказённое содержание в Смоленскую семинарию, которую и окончил в 1863 году. В этом же году поступил в Киевскую духовную академию, которую окончил со степенью магистра богословия в 1867 году и 16 августа был определён законоучителем гимназии в м. Белая Церковь Киевской губернии. Вскоре, 21 января 1868 года, он женился на дочери протоиерея Киевской Набережно-Николаевской церкви Г. Н. Соловьева — Марии Георгиевне; 2 февраля 1868 года был рукоположён в сан диакона, 4 февраля в сан пресвитера.
В следующем году, 27 августа, он был перемещён в Киев, настоятелем Киево-Печерской Воскресенской церкви и, одновременно, законоучителем Киево-Подольской гимназии и Киевского военного училища.
В январе 1871 года, вскоре после рождения дочери, заболела и умерла его супруга.
Со 2 декабря 1872 года — настоятель церкви Киевского института благородных девиц и законоучитель института; 19 марта 1873 года, по рекомендации митрополита Киевского Арсения, был назначен ректором Таврической духовной семинарии и 9 апреля возведён в сан протоиерея; 26 апреля 1875 года был пострижен в монашество с именем Арсения, а 27 апреля возведен в сан архимандрита.
17 мая 1882 года хиротонисан во епископа Ладожского, викария Санкт-Петербургской митрополии. Хиротония состоялась в Свято-Троицком соборе Александро-Невской Лавры; её совершали: митрополит Санкт-Петербургский Исидор, Архиепископ Холмско-Варшавский Леонтий, Архиепископ Казанский Сергий и др.
В этом же году по совместительству назначен наблюдателем за преподаванием Закона Божия в светских мужских и женских учебных заведениях г. Санкт-Петербурга и его окрестностей и, кроме того, определён председателем Историко-Статистического Комитета и первенствующим членом Синодальной Конторы.
22 октября 1883 года назначен в сане епископа ректором и профессором Санкт-Петербургской Духовной Академии.
28 марта 1887 года назначен епископом Рижским и Митавским.
За десятилетнее пребывание (с 1887 по 1897 гг.) на Рижской кафедре он приобрел средства для постройки храмов (было воздвигнуто 67 новых храмов и несколько часовен), образовал 26 новых приходов (общее количество приходов возросло со 169 до 195), ввёл духовные беседы с народом, устроил библиотеки и издал много брошюр духовного содержания; 15 августа 1891 года совершил торжественное открытие Пюхтицкой Успенской женской общины, в следующем году преобразованную в Пюхтицкий женский монастырь. Его усердием создан в Риге основана Свято-Троицкая женская община и устроены почти во всех значительных городах епархии церковные склады книг религиозно-нравственного содержания. При всех церквах завел библиотеки, широко развернул миссионерские беседы, учредил при духовной семинарии Историко-статистический Комитет по описанию церквей и приходов Рижской епархии. В 1896 году учредил в Риге Церковно-археологический музей. Преобразовал Рижские Епархиальные Ведомости и на небывалую высоту поднял распространение популярных книг и брошюр религиозно-нравственного содержания. Был некоторое время редактором «Таврических Епархиальных Ведомостей» и кроме того, издал «Путеводитель по святым местам Киево-Печерской Лавры».
15 мая 1893 года за выдающиеся заслуги для церкви возведён в сан архиепископа Рижского и Митавского; 4 октября 1897 года назначен архиепископом Казанским и Свияжским. На Казанской кафедре особенной его заботой была миссионерская деятельность.
В 1901 году награждён бриллиантовым крестом для ношения на клобуке.
С 8 февраля 1903 года — архиепископ Харьковский и Ахтырский.
Несмотря на свой преклонный возраст и частое недомогание, немало заботился о благоустроении Харьковской епархии и религиозно-нравственном просвещении паствы. С этой целью им было открыто в Харькове братство Озерянской иконы Божией Матери, с отделениями во всех городах епархии, а при братстве обширная миссионерская библиотека, в которую лично им пожертвовано более тысячи томов; расширена деятельность миссионерского совета, учреждены должности уездных и окружных миссионеров; выстроен епархиальный дом, и при нём открыта епархиальная библиотека, учреждено церковно-археологическое общество и музей, епархиальная типография; устроено второе женское епархиальное училище, расширены некоторые мужские училища; даже низшие чиновники консистории обеспечены приличными бесплатными квартирами, для чего выстроен прекрасный каменный дом; для вдов и сирот духовенства значительно расширена деятельность епархиального попечительства, учреждена вспомогательная похоронная касса, и, главное, почти при всех монастырях епархии устроены приюты для сирот духовенства.
Скончался 28 апреля (11 мая) 1914 года после непродолжительной болезни в Харькове. Похоронен в Покровском монастыре.

## Труды
до поступления на Рижскую кафедру: 
- Патриарх Кирилл Лукарис и его заслуги для православной церкви. // Странник. — 1868.
- Слова и речи, архимандрита Арсения, сказанные в Крыму в должности ректора Таврической семинарии в 1872—1881 г. — Симферополь, 1881.
- Путеводитель по святыням Киево-Печерской Лавры для богомольцев.

изданные в Риге: 
- Слова и речи Арсения, Епископа Рижскаго и Митавскаго, говоренныя в разных местах его служения. — 1889.
- Слова и речи Архиепископа Арсения к Рижской пастве. — 1894.
- Домашняя беседа о нуждах епархии с о.о. благочинными депутатами XXI епархиальнаго съезда в 1888 г..
- Благожелания духовенству Рижской Епархии по случаю исполнившагося пятилетия управления оной.
- О святой православной вере.
- Торжество в Пюхтице на св. горе 13,14,15 и 16 августа 1892 г..
- Пострижение в монашество и возведение в сан архимандрита ректора Рижской духовной семинарии о. Иоанна Левитскаго.
- Слово в печальные дни после кончины Императора Александра III.
- Слово при освящении храма в Рижской Александровской гимназии в 1894 г..
- Речь пред молебном 13 октября 1893 г. в день 25-летия Рижской женской Ломоносовской гимназии.
- Речь Рижскому Петропавловскому Братству в день его 25-летия.
- Речь игумении Пюхтицкаго Успенскаго монастыря Варваре при вручении ей жезла.
- Слово в день равноапостольнаго вел. князя Владимира, сказанное 15 июля 1890 г. в Дуббельнской церкви.
- Слово в тот же день 1891 г..
- Освящение храма во имя преподобнаго Сергия, Радонежскаго Чудотворца при Рижской Свято-Троицкой общине.
- Слово по освящении храма во имя преподобнаго Сергия Радонежскаго, построеннаго в Пюхтице, сказанное 5 июля 1895 г..
- Речь при открытии Валкской учительской семинарии, сказанная 4 сентября 1894 г..
- Освящение новопостроенных церквей на островах Даго и Вормсе преосвященным Арсением в 1893 г..
- Освящение Пебалгской церкви 28 июля 1891 г..
- Вступление преосвященнаго Арсения в управление Рижской епархиею.
- Речи пресовященнаго Арсения при открытии судебных учреждений в г. Риге.
- Путевыя заметки во время путешествия на богомолье преосвященнаго Арсения в 1890 г.
- 8 брошюр обозрения высокопреосвященным Арсением Рижской епархии в 1888—1895 гг., с описанием посещенных им приходов в историческом, этнографическом и церковном отношениях и с помещением в них тех поучений, которыя сказаны бывшим во время путешествий по епархии.
- Слово в день равноапостольнаго кн. Владимира, сказанное 15 июля в Дуббельнской церкви в 1894 г..
- Слово в тот же день 1895 г..
- Речь, сказанная в Ревеле 30 августа 1893 г..
- Речь 25 сентября 1893 г., сказанная в Кафедральном Соборе по случаю 500-летия кончины преподобнаго Сергия Радонежскаго.
- Речь, сказанная 18 октября 1892 г. в С.-Петербургской духовной Академии.
- Посещение Кокенгузена и слово, сказанное в Кокенгузенской церкви.
- Торжество освящения новаго дома Иллукстскаго примонастырскаго женскаго духовнаго училища Рижской епархии.
- 2 брошюры о посещениях в 1890 и 1892 годах Иллукстскаго женскаго монастыря и находящагося при нём духовнаго женскаго училища.
- Посещение фарфоровой фабрики Кузнецова.
- Протоиерей Яков Дмитриевич Брянцев (некролог).
- Посещение св. горы Пюхтицы, высокопреосвященным Арсением, Архиепископом Рижским и Митавским и пострижение им десяти инокинь в Пюхтицком Успенском монастыре.

изданные по его желанию и при его содействии и поощрении: 
а) по изучению протестантства и обличению его:
Оттиски сочинений бывшаго настоятеля посольской церкви в Берлине, магистра богословия, протоиерея Тарасия Серединскаго -
- О протестантстве в сравнении с православием.
- Общественное Богослужение у протестантов.
- Сводная таблица христианских вероисповеданий и сект.
- О времени пресуществления св. Даров на Литургии.
- Замечания на чин и текст Божественных Литургий.

б) по изучению и обличению раскола:
сочинения преподавателя Рижской Духовной семинарии, священника Владимира Плисса -
- Миссионерския чтения об антихристе, будущем враге церкви Христовой.
- Ложная тетрадка рижских безпоповцев апокалипсис семитолковый пред судом слова Божия и старопечатных книг, уважаемых старообрядцами.
- Миссионерския беседы в Риге, веденныя миссионером Арсением.
- Миссионерския беседы в Риге синодальнаго миссионера, протоиерея Кс. Крючкова.
- Беседа с рижскими безпоповцами о летах воплощения Господня.
- О причинах живучести русскаго раскола и препятствиях к соединению заблуждающих с православною церковью.
- Может ли служить благословной виной отделения именуемых старообрядцев от православной церкви исправление церковно-богослужебных книг и некоторых обрядов при патриархе Никоне.
- Беседа диакона Злотникова Православное учение о таинстве Причащения в связи с пятипросфорием и седмипросфорием и опровержение безпоповщинских мнений об этом важном предмете.

в) по изучению местных сект:
- Протоиерей И.Линденберг «Протестантския секты в Прибалтийском крае».

г) по изучению местной святыни:
- Иван Малышкин «Сказание о Пюхтицкой чудотворной иконе Божией Матери».
- Иван Малышкин «Высокопреосвященный Архиепископ Донат».

д) по местной истории:
- свящ. Агрономов «Духовный журнал для туземцев в Прибалтийском крае».
- свящ. Агрономов «Свято-Духовский храм в Якобштадте».
- свящ. Агрономов «Православная церковь в Кеммерне».
- свящ. Агрономов «Иконы из Афонской горы присланныя в Кеммернскую церковь и торжество перенесения их».
- прот. Г.Краснянский «Торжество освящения Рижской Всехсвятской церковно-приходской школы».
- свящ. Прокопиев «Закладка единоверческаго храма в г. Риге».
- свящ. Н.Лейсман «Прибалтийское православное Братство Храма Спасителя и Покрова Пресвятой Богородицы».
- «Историко-статистическое описание церквей и приходов Рижской епархии».

е) по церковному проповедничеству:
- слова и поучения прот. В.Князева.
- несколько проповедей арх. Иоакима, свящ. А.Агрономова, свящ. В.Березскаго и др.

ж) по церковному пению:
статьи свящ. Ив. Вознесенскаго -
- О современных трудах и задачах русскаго церковнаго пения.
- Общедоступныя чтения о церковном пении.

з) по назиданию православнаго народа:
книжки, составленныя свящ. А.Агрономовым -
- Благовещение Пресвятой Богородицы.
- Вознесение Господа Иисуса Христа.
- Святая Пятидесятница.
- Преображение Господне.
- Успение Пресвятой Богородицы.
- Рождество Пресвятой Богородицы.
- Воздвижение Креста Господня.
- Покров Пресвятой Богородицы.
- Введение во храм Пресвятой Богородицы.
- Рождество Христово.
- Крещение Господне.
- Сретение Господне.
- Страстная Седмица.
- Светлое Христово Воскресение.
- Непобедимая сила Креста Господня.

книжки, составленныя прот. Г.Краснянским -
- Св. Великий Пост, как проповедник покаяния.
- Всероссийская церковь есть воистину православная церковь.
- Значение крестных ходов и освящения воды.

брошюрка свящ. Аристова -
- О почитании святых мощей.

и) по училищеведению:
сочинения архитектора А.Кизельбаша -
- Гигиеническия условия для постройки и содержания сельских школ.
- Практическое руководство для ремонта и содержания казенных и общественных школьных зданий.
- Отчеты о состоянии православных церковно-приходских и вспомогательных школ.

к) по описанию современных событий:
- 8 книжек «Путешествий Высокопреосвященнаго Арсения, Архиепископа Рижскаго и Митавскаго, для обозрения епархии».
- Посещение г. Риги протиереем Иоанном Ильичем Сергиевым (Кронштадтским).
- Великое чудо милости Божией, явленное России 17 октября 1888 года.

изданные в Харькове 
- Собрание слов и речей высокопреосвященного Арсения (Брянцева), Архиепископа Харьковского и Ахтырского. В 5 томах. — 1908—1912